# داماران
داماران (به انگلیسی: Dammarane) با فرمول شیمیایی C۳۰H۵۴ یک ترکیب شیمیایی با شناسه پاب‌کم ۹۵۴۸۷۱۴ است. که جرم مولی آن ۴۱۴٫۷۵ g/mol می‌باشد. 